# Worst Week : Pour le meilleur… et pour le pire !
Worst Week : Pour le meilleur… et pour le pire ! (Worst Week) est une série télévisée américaine en seize épisodes de 22 minutes, créée par Mark Bussell et Justin Sbresni d'après la série télévisée britannique La Pire Semaine de ma vie et diffusée entre le 22 septembre 2008 et le 16 février 2009 (plus un épisode le 6 juin 2009) sur le réseau CBS.
En France, la série a été diffusée à partir du 3 mai 2010 sur Téva et dès le 14 novembre 2011 sur M6. Elle reste inédite dans les autres pays francophones.

## Synopsis
Sam Briggs est amoureux, mais pas encore marié à Melanie Clayton, et les deux attendent un enfant. Mais Sam a tendance à s'attirer des ennuis. Sa poisse défie toute concurrence et les incidents se succèdent.

## Distribution

### Acteurs principaux
- Kyle Bornheimer (VF : Jérôme Pauwels) : Sam Briggs
- Erinn Hayes (VF : Laura Préjean) : Melanie Clayton
- Nancy Lenehan (VF : Nicole Favart) : Angela Clayton
- Kurtwood Smith (VF : Serge Blumenthal) : Dick Clayton

### Acteurs récurrents et invités
- Jay Malone (en) : Adam (épisodes 1, 5 et 13)
- Olympia Dukakis : June Briggs[2] (épisodes 7 et 10)

 Source et légende : version française (VF) sur RS Doublage

## Production
Un pilote a été tourné au printemps 2006 pour le réseau Fox. Réalisé par Adam Shankman, il mettait en vedette David Ogden Stiers (Jensen Stratton), Zachary Levi (Nick Ellis), Anna Galvin (Vanessa Thompson), Stephanie Lemelin (en) (Caroline Stratton), Jaime King (Paige Hunter Stratton), Charles Malik Whitfield (en) (Wes) et JoBeth Williams (Libby Stratton). Il n'a pas été retenu.
Le pilote a été remanié en août 2007, cette fois-ci pour le réseau CBS. Le casting a eu lieu en mars 2008 avec Kyle Bornheimer, Jay Malone, Erinn Hayes, Kurtwood Smith et Nancy Lenehan.
Satisfait du pilote, la série a été commandée en mai 2008.
Le 14 novembre 2008, CBS commande trois épisodes supplémentaires.
Après l'annulation, il est annoncé que le cinquième épisode, The Party, sauté en octobre 2008, a finalement été diffusée le 6 juin 2009, près de quatre mois après la finale de la série. Il a été diffusé dans le bon ordre dans les pays francophones.

## Épisodes
1. Une soirée sens dessus dessous (Pilot)
2. Le petit oiseau va sortir (The Bird)
3. Portrait caché (The Monitor)
4. Un tacot au taquet (The Truck)
5. Qui peut le plus peut le moins (The Party)
6. Pas de roseraie sans épines (The Club)
7. L'Alliance rebelle (The Ring)
8. Je le vœux (The Vows)
9. Apoplexie perplexe (The Cake)
10. L'union fait la farce (The Wedding)
11. Le Loyer de la peur (The Apartment)
12. Présent pesant (The Gift)
13. Le Pieds à l'étrier (The Article)
14. Le Miracle de la vie (The Puppy)
15. Sexe, Mensonges et Indiscrétion (The Sex)
16. Le Parcours du combattant (The Epidural)